# 미이라 리턴즈
《미이라 리턴즈》(영어: The Mummy Rebirth)는 2019년에 제작한 미국의 액션, 공포 영화이다.

## 캐스팅
- 데이빗 E. 카자레스 : 세거 역
- 디에나 그레이스 콩고